# Chorisminsäure
Chorisminsäure ist der Trivialname für die (3R,4R)-(1-Carboxyvinyloxy)-4-hydroxy-1,5-cyclohexadien-1-carbonsäure. Diese Carbonsäure ist ein wichtiges Zwischenprodukt in der Biosynthese der für den Menschen essentiellen aromatischen Aminosäuren Tyrosin, Tryptophan und Phenylalanin bei Pflanzen, Bakterien und Pilzen im Shikimisäureweg. Ihre Salze heißen Chorismate. Die Bezeichnung Chorismat kommt aus dem Griechischen (von griechisch χωρίζομαι sich trennen) und bedeutet „verzweigen“, da der Biosyntheseweg hier entweder über Prephensäure in Richtung Tyrosin und Phenylalanin oder in Richtung Tryptophan verzweigt.
Die Umwandlung von Chorisminsäure zu Prephensäure erfolgt durch eine Claisen-Umlagerung, die durch das Enzym Chorismat-Mutase (EC 5.4.99.5) katalysiert wird.
Darüber hinaus wird in einem alternativen Syntheseweg in Pflanzen Salicylsäure aus Isochorisminsäure gebildet, die wiederum durch die Isochorismat-Synthase aus Chorismat gebildet wird.